# Ailanthus
Ailanthus Desf., 1786 è un genere di piante della famiglia Simaroubaceae, che comprende sei specie di alberi originari delle zone tropicali dell'Asia e dell'Australia, che possono raggiungere altezze poco superiori ai 25 m.

## Etimologia
Il nome del genere deriva dalla parola ailanto, termine che in malese significa letteralmente "albero del cielo". La presenza dell'"h" è dovuta a una sovrapposizione del termine greco άνθος che significa "fiore".

## Descrizione
Le specie appartenenti al genere Ailanthus sono alberi decidui di varia dimensione e di crescita rapida. Le foglie sono alterne, relativamente lunghe e pennate con un numero di foglioline che va da 13 a 41. Le foglioline, spesso opposte, a volte hanno alcuni grandi denti alla cui base si trova una ghiandola leggermente curva.
Altra caratteristica presente in molte specie di questo genere è la dioicità, cioè la presenza di individui con soli fiori femminili (e quindi frutti) o con soli fiori maschili. Alcune specie, però, hanno fiori ermafroditi. I fiori sono a simmetria radiale e di solito ci sono tanti sepali quanti sono i petali, tipicamente cinque, raramente sei. I fiori maschili hanno da cinque a sei stami fertili e altrettanti staminodi. I fiori femminili hanno da due a cinque carpelli liberi, superiori e piatti con cinque camere ciascuno, ciascuno con un solo ovulo. Gli stili possono essere liberi o saldati tra loro. I frutti sono alati, con tipologia della samara.

## Distribuzione e habitat
Le sei specie sono diffuse dall'Asia all'Oceania settentrionale. Alcune specie, come l'albero del paradiso, si sono naturalizzate e in ambienti naturali degradati si comportano come specie infestanti. Alcune regioni italiane lo considerano come priorità del loro programma di eradicazione.

## Tassonomia
Il genere Ailanthus comprende le seguenti specie
- Ailanthus altissima (Mill.) Swingle
- Ailanthus excelsa Roxb.
- Ailanthus fordii Noot.
- Ailanthus integrifolia Lam.
- Ailanthus triphysa (Dennst.) Alston
- Ailanthus vietnamensis H.V.Sam & Noot.

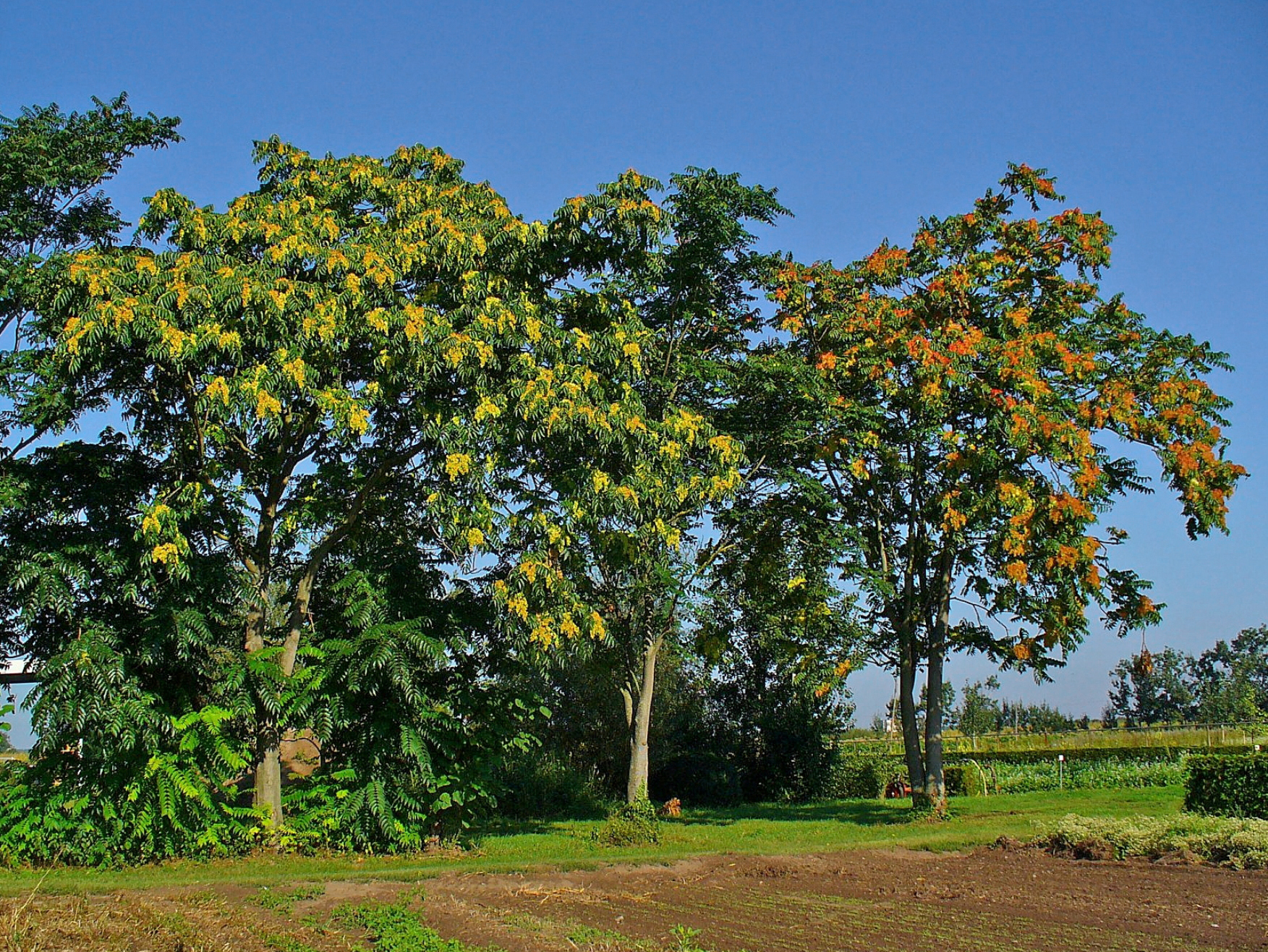
Ailanthus altissima
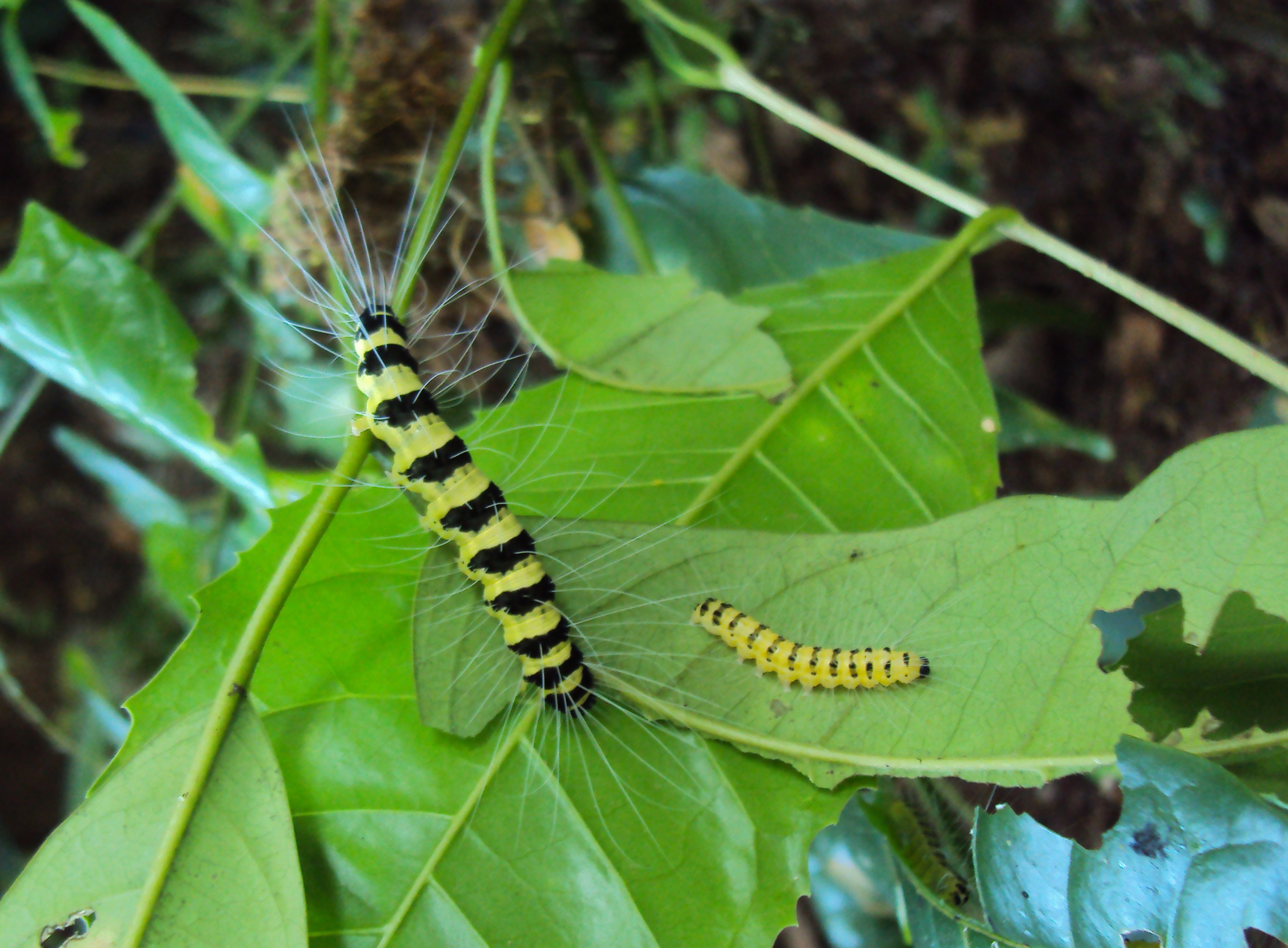
Foglie di Ailanthus triphysa con larve di Eligma narcissus

## Usi
La specie Ailanthus altissima ha i seguenti usi:
- è coltivata come pianta ornamentale, e in silvicoltura per il rimboschimento di terreni incoerenti e franosi grazie all'apparato radicale profondo e ramificato;
- è usata anche per fare miele di ailanto;
- la corteccia viene utilizzata per le proprietà medicinali.